# Ylodes conspersus
Ylodes conspersus är en nattsländeart som först beskrevs av Jules Pièrre Rambur 1842.  Ylodes conspersus ingår i släktet Ylodes och familjen långhornssländor. Inga underarter finns listade i Catalogue of Life.